# Hagen Blau
Hagen Blau (* 1935) ist ein ehemaliger Diplomat und war Agent im Dienst des Ministeriums für Staatssicherheit der DDR (MfS).

## Leben
Blau wurde bereits 1960 während seines Studiums an der Freien Universität Berlin durch Mitarbeiter des MfS als Agent mit dem Decknamen Detlev angeworben.
An der Freien Universität Berlin studierte Blau Ethnologie, Soziologie und Politikwissenschaft, wobei er bald den Schwerpunkt des Studiums auf Japanologie und Sinologie legte. Während seiner Studienzeit schloss sich Blau dem Sozialistischen Deutschen Studentenbund (SDS) an und trat 1958 in die SPD ein. Nach seiner Promotion zum Dr. phil. begann Blau 1961 seine Karriere als Diplomat im Auswärtigen Amt der Bundesrepublik Deutschland, wo er zuletzt das Amt eines Vortragenden Legationsrats erreicht hatte – parallel zu seiner Tätigkeit für das MfS. Blau war in Kairo, London, Tokio, Wien und Sri Lanka für das Auswärtige Amt tätig.
Von 1962 bis 1982 war Blau mit einer deutschen Dolmetscherin verheiratet. Dieser Ehe entstammen zwei Söhne. Seit 1983 ist er mit einer Japanerin verheiratet.
Sein ursprünglicher Deckname Detlev wurde bald durch den neuen Decknamen Merten ersetzt. In den Akten des MfS war er als „Offizier im besonderen Einsatz“ (OibE) registriert. Führungsoffiziere von Blau waren MfS-Oberst Werner Roitzsch und MfS-Generalleutnant Werner Großmann. Erst 1990 wurde er durch seinen ehemaligen Führungsoffizier und Überläufer Werner Roitzsch enttarnt und am 15. November desselben Jahres zu einer Freiheitsstrafe von sechs Jahren verurteilt, von der er vier Jahre verbüßen musste. Blau betätigte sich nach seiner Entlassung aus dem Gefängnis zunächst als Funktionär der VVN-BdA, Landesvereinigung Nordrhein-Westfalen. Heute lebt er mit seiner zweiten Ehefrau in Japan.

## Auszeichnungen
- 1979: Großes Silbernes Ehrenzeichen für Verdienste um die Republik Österreich[1]